# Пинчо (холм)

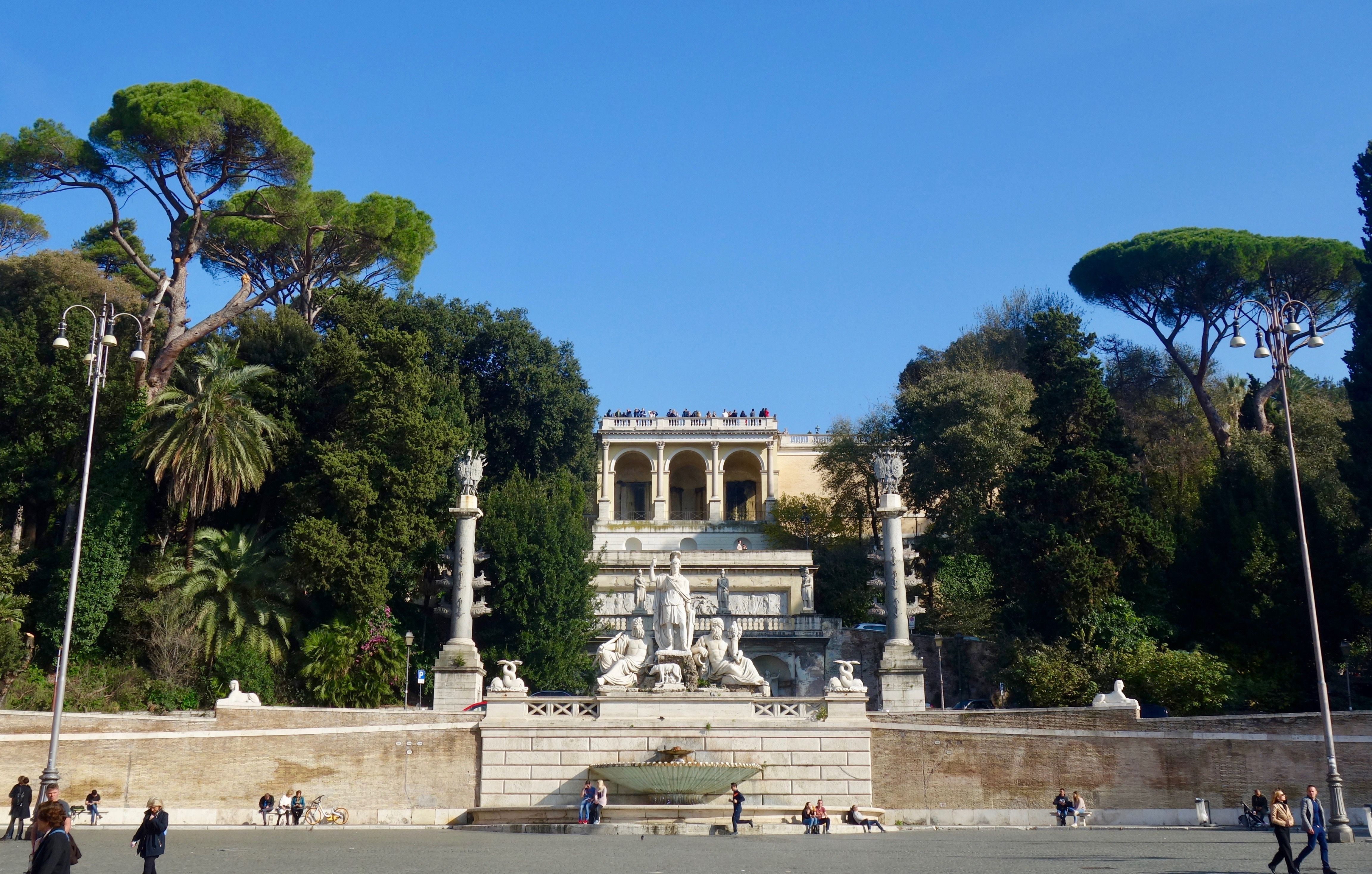
Вид на террасы Пинчо с Пьяцца дель Пополо.

Пинчо, Пинчьо (итал. Pincio, лат. Mons Pincius) — римский холм, севернее Квиринала, который не относится к семи классическим холмам Рима, хотя и охвачен Аврелиановой стеной. В IV в. н. э. эта возвышенность (Mons Pincius) была во владении семьи Пинчио. Роща зонтичных сосен (итал.  la Pineta придаёт дополнительную аллюзию названию.
В эпоху античного Рима холм лежал вне черты города и служил местом возведения загородных вилл; в период поздней Республики там устраивали обширные сады (например, Сады Лукулла, Сады Саллюстия, Сады Помпея). Из-за множества садов холм также назывался «Сollis hortulorum» — Холм садов. Во времена Империи холм Пинчо вошёл в городские пределы.
В эпоху Возрождения участок земли в юго-восточной части бывших садов Лукулла приобрёл кардинал Джованни Риччи. Он поручил строительные работы флорентийцу Нанни ди Баччо Биджо (Нанни Липпи), но архитектор умер в 1568 году, прежде чем успел завершить работы. Строительство продолжал сын Нанни — Аннибале Липпи в 1570—1574 годах, он же спроектировал садовый (северный фасад) с великолепной лоджией, двумя башнями и скульптурами львов, «стерегущих» вход. После смерти Джованни Риччи кардинал Фердинандо Медичи в 1576 году поручил Бартоломео Амманнати завершить все работы и создать сады в модном тогда стиле маньеризма. Это было первое поместье флорентийского дома Медичи на территории Вечного города. В парке виллы по рисунку Амманнати в 1576 году построили павильон «Серлиана», который можно видеть на нескольких этюдах Диего Веласкеса, проживавшего неподалёку. Далее расположены французская церковь Сантиссима-Тринита-дей-Монти со знаменитой Испанской лестницей. Примечательно, что все поблизости расположенные постройки: Вилла Медичи, Вилла Боргезе и даже церковь Санта-Тинита относятся к редкому для Италии композиционному типу двубашенных зданий (итал.  palazzo in fortezzа ).
Во время строительных работ было обнаружено значительное количество античных древностей, которые выставлены на территории сада. Ещё сто семьдесят античных статуй и фрагментов были приобретены кардиналом для украшения виллы у римской знати.
Со смертью последнего Медичи в 1737 году вилла перешла во владение Лотарингского дома. В 1809 году Наполеон Бонапарт передал виллу Медичи Французской академии в Риме, и с тех пор там проживают обладатели Римской премии. Среди стипендиатов, проживавших на Вилле Медичи, были Жан Огюст Доминик Энгр и Луиджи Муссини. В садах Пинчо гуляли и писали этюды Сальватор Роза, Клод Лоррен, Николя Пуссен. По воспоминаниям Дж. П. Беллори, живописец Пуссен каждый день рано утром «час или два гулял на Монте Пинчио неподалёку от своего дома». Архитектор Шарль-Луи Клериссо, чичероне всех приезжавших в Рим художников, создавал полуфантастические проекты для романтических «Садов Сантиссима-Тринита-дей-Монти» на холме Пинчио.
В 1811 году знаменитому архитектору Джузеппе Валадье было поручено спроектировать новый парк для прилегающей к Французской академии заброшенной территории. Парк должен был называться Jardin du Grand César («Сад великого Цезаря»). Когда после поражения Наполеона папское правительство было восстановлено (1814), в отличие от многих проектов, начатых французской администрацией и никогда не завершавшихся, сады, все же, были сохранены и завершены. Свою нынешнюю планировку западная часть парка с площадью Обелиска, установленного в 1822 году по распоряжению папы Пия VII (обелиск древнеримского изготовления нашли в ХVI в. недалеко от Порта Маджоре) сады Пинчо получили в эпоху классицизма по проекту Джузеппе Валадье. . Водяные часы (Orologio) созданы в 1867 году доминиканским монахом Дж. Б. Эмбриаго и были показаны на Всемирной выставке в Париже 1889 года
Старый фермерский дом XVII века, построенный на руинах римской цистерны, был превращен в элегантное неоклассическое кафе с великолепной полуротондой и бельведером, названное Casina Valadier по имени автора («Казѝна» означает «маленький домик»; 1816—1824). В северо-западной части сада находятся аллеи с бюстами великих людей из истории Италии (всего 228 мраморных бюстов, создававшихся в разное время).
С террасы Пьяццале Наполеоне открывается вид на Пьяццу дель Пополо и на город Рим. С холма ведут многомаршевые лесницы, внизу оформленные ростральными колоннами, аллегорическими скульптурами и фонтанами. Площадь под смотровой площадкой также создана по проекту Джузеппе Валадье (1811—1822).